# 南費爾德湖
51°16′54″N 11°56′18″E / 51.28167°N 11.93833°E

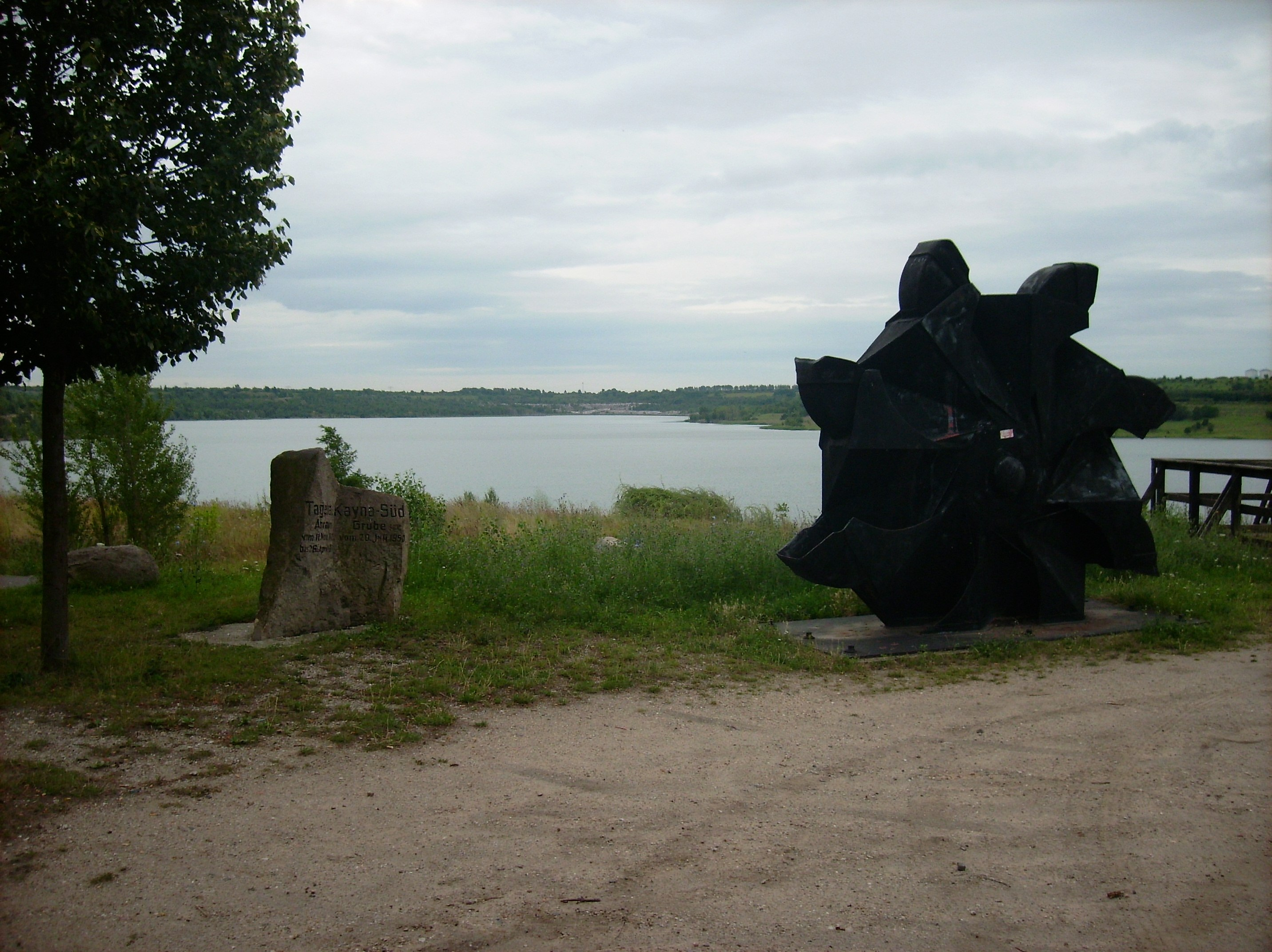

南費爾德湖（德語：Südfeldsee），是德國的湖泊，位於該國東北部，由薩克森-安哈爾特州負責管轄，長3.9公里、寬2.2公里，面積2.6平方公里，海拔高度98米，最大水深22米，湖岸線長度7.5公里，水體容量2,000萬立方米。